# Autistic Pride Day
Autistic Pride Day is een pride-viering voor autistische mensen die elk jaar op 18 juni plaatsvindt in verschillende steden. Autistic Pride stimuleert het belang van trots voor autistische mensen en de rol die zij spelen bij het teweegbrengen van positieve veranderingen in de bredere samenleving.
Hoewel Autistic Pride Day op 18 juni valt, worden pride-evenementen om praktische redenen vaak op het dichtstbijzijnde weekend of op een ander moment gehouden. De 18de juni is slechts gekozen omdat het de verjaardag was van, het toen jongste lid van de organiserende groep van de eerste Autistic Pride Day in 2005.

## Concept
Organisaties over de hele wereld vieren Autistic Pride Day met evenementen om met elkaar in contact te komen en om aan neurotypische mensen (mensen die niet tot het autismespectrum behoren) te laten zien dat autistische mensen ieder unieke individuen zijn die geen behandeling zoeken en dat autisme geen handicap is.
Autistic Pride wil aangeven dat autistische mensen altijd een belangrijk onderdeel van de menselijke samenleving zijn geweest. Autistisch zijn is een vorm van neurodiversiteit. Zoals bij alle vormen van neurodiversiteit worden autistische mensen vooral geconfronteerd met uitdagingen die voortkomen uit de houding van andere mensen ten opzichte van autisme en een gebrek aan ondersteuning en voorzieningen (ableisme). Autisme wordt gezien als 'afwijking van..' en niet als 'variatie op' het overige. Volgens Larry Arnold en Gwen Nelson bevorderen veel organisaties die zich met autisme bezighouden bijvoorbeeld gevoelens van medelijden met ouders, in plaats van begrip te kweken. Autistische activisten hebben bijgedragen aan een verschuiving in de houding ten opzichte van het idee dat autisme een afwijking van de norm is die behandeld of genezen moet worden. Organisaties voor zelfbepleiting van autistische mensen, die geleid en georganiseerd worden door autistische mensen, zijn een belangrijke kracht in de beweging voor acceptatie van autisten en de trots op autisme.
Joseph Redford, organisator van Autistic Pride in Hyde Park in Londen, stelde in een toespraak dat het concept van autistische trots niet draait om één enkele dag of gebeurtenis:
For individuals, Autistic Pride doesn't necessarily need to take the form of public events. The organiser of Inverness Autistic Pride, Kabie Brook, told me that she celebrated Autistic Pride day by taking a walk in the park with her family. And enjoying herself. Openly stimming, or vocalising or expressing yourself in your own body language is an example of Autistic Pride in Action. Standing up and passionately defending your own truth, regardless of convention or tone, or social dynamics even if it goes completely against the grain, or others consider it minor or pedantic, is Autistic Pride in Action. Seeking knowledge according to your own logic is Autistic Pride in Action. Completely breaking social rules, if it doesn't cause harm, is Autistic Pride in Action. Demanding to be treated with the same respect and dignity as others is Autistic Pride in Action. Walking away from something if you can't handle it is Autistic Pride in Action.
vertaling:
Voor individuelen hoeft Autistic Pride niet per se de vorm aan te nemen van openbare evenementen. De organisator van Inverness Autistic Pride, Kabie Brook, vertelde me dat ze Autistic Pride Day vierde door met haar familie een wandeling in het park te maken en daarvan te genieten. Openlijk stimming, of je stem laten horen of uiten in je eigen lichaamstaal is een voorbeeld van Autistic Pride in Actie. Opstaan en hartstochtelijk je eigen waarheid verdedigen, ongeacht gangbare verwachtingen of sociale dynamiek, zelfs als het volledig tegen de stroom ingaat, of anderen het als onbelangrijk of pedant beschouwen, is Autistic Pride in Actie. Kennis zoeken volgens je eigen logica is Autistic Pride in Actie. Sociale regels volledig overtreden, als het geen schade veroorzaakt, is Autistic Pride in Actie. Eisen om met hetzelfde respect en dezelfde waardigheid behandeld te worden als anderen is Autistic Pride in Actie. Weglopen van iets als je het niet aankan is Autistic Pride in Actie.

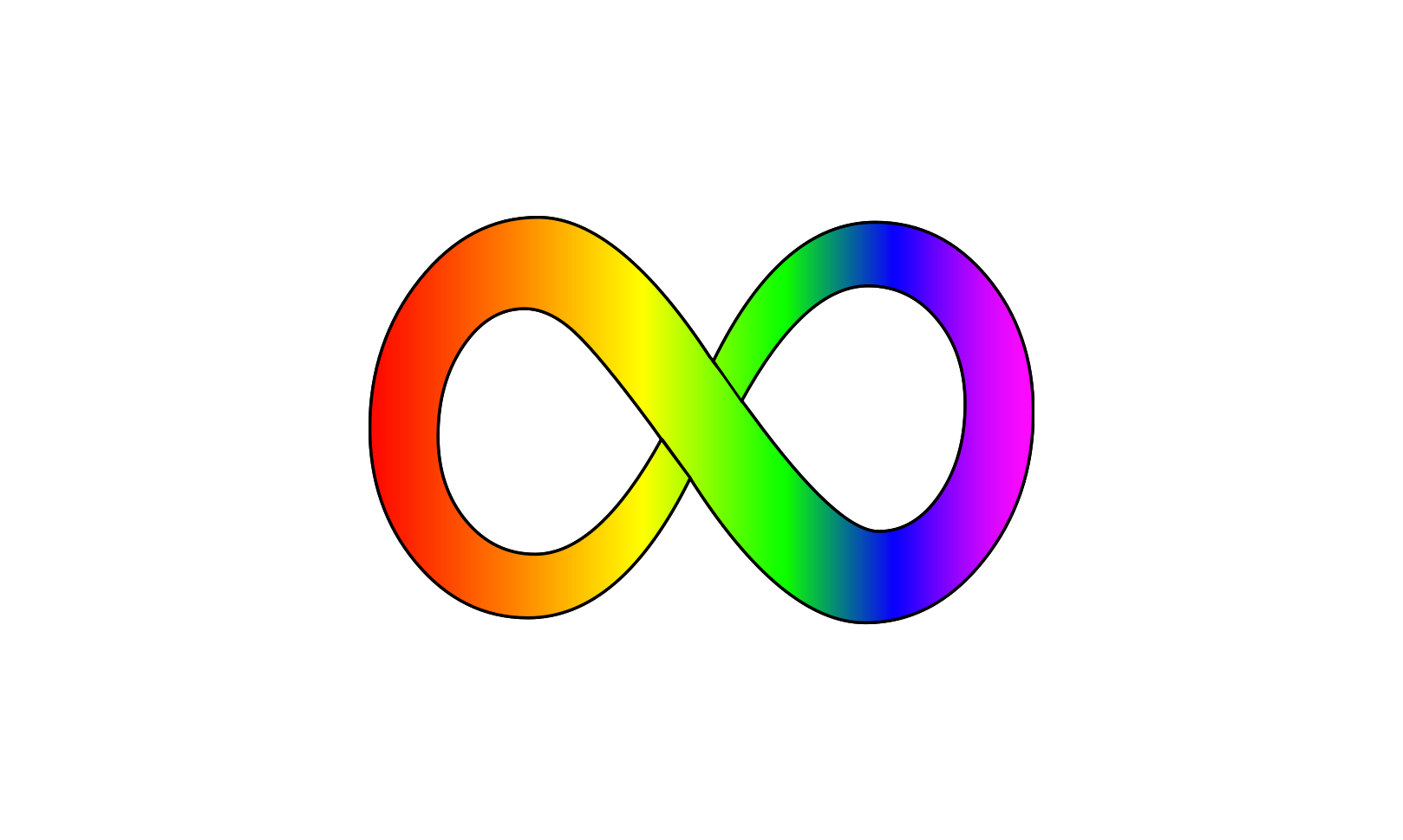
De eerste Autistic Pride Day in 2005 gebruikte een vlag met een regenboog-oneindigheidssymbool, gemaakt door de autismebeweging 'Aspies For Freedom'. Sindsdien zijn er veel varianten ontstaan, zoals dit ontwerp uit 2013.

Autistic Pride Day werd voor het eerst georganiseerd door de autismebeweging 'Aspies For Freedom' (AFF). AFF baseerde de viering op de Gay Pride-beweging. Volgens Kabie Brook, medeoprichter van Autism Rights Group Highland (ARGH), "is het belangrijkste om op te merken dat deze dag een evenement is voor de autistische gemeenschap: het is ontstaan uit en wordt nog steeds geleid door autistische mensen zelf". Dat wil zeggen dat het geen dag is waarop andere liefdadigheidsinstellingen of organisaties zichzelf promoten of autistische mensen onderdrukken. Het regenboog-oneindigheidssymbool wordt gebruikt als symbool voor deze dag, en staat voor ‘diversiteit met oneindige variaties en oneindige mogelijkheden’. Het tijdschrift New Scientist publiceerde op de eerste Autistic Pride Day een artikel met de titel "Autistisch en trots" waarin het idee werd besproken.

## Ontwikkeling

Officiële logo van Autistic Pride Day (Australië)

Tijdens de COVID-19-pandemie, waarbij fysieke evenementen onmogelijk waren, werkten autistische woordvoerders samen onder de Autistic Pride alliantie om een Autistic Pride-Viering online te krijgen waaraan sprekers van vier continenten deelnamen. Autistic Pride Day 2020  was een elf uur durende marathon die werd gehost op YouTube en het evenement werd in 2021 herhaald.
In Australië werd, in samenwerking met de stad Sydney, een officiële Autistic Pride Day-organisatie opgericht in 2023. De organisatie bracht een officieel logo uit voor het evenement, met drie concentrische oneindigheidssymbolen, die gekleurd zijn met een verloop van rood en groen. De kleur blauwe werd opzettelijk niet gebruikt om de verwijzing naar een Amerikaanse autismebeweging Autism Speaks te vermijden. Autism Speaks gebruikt het blauwe puzzelstukje omdat ze autisme aan jongens koppelde. De Australische beweging wilde niet meegaan in deze stelling.

## Evenementen
Er zijn in de loop der jaren een aantal Autistic Pride Day-evenementen georganiseerd om de mondigheid, identiteit, eigenwaarde en gelijkheid van autistische mensen over de hele wereld te bevorderen. De meeste evenementen vinden plaats in de zomermaanden tussen juni en augustus.

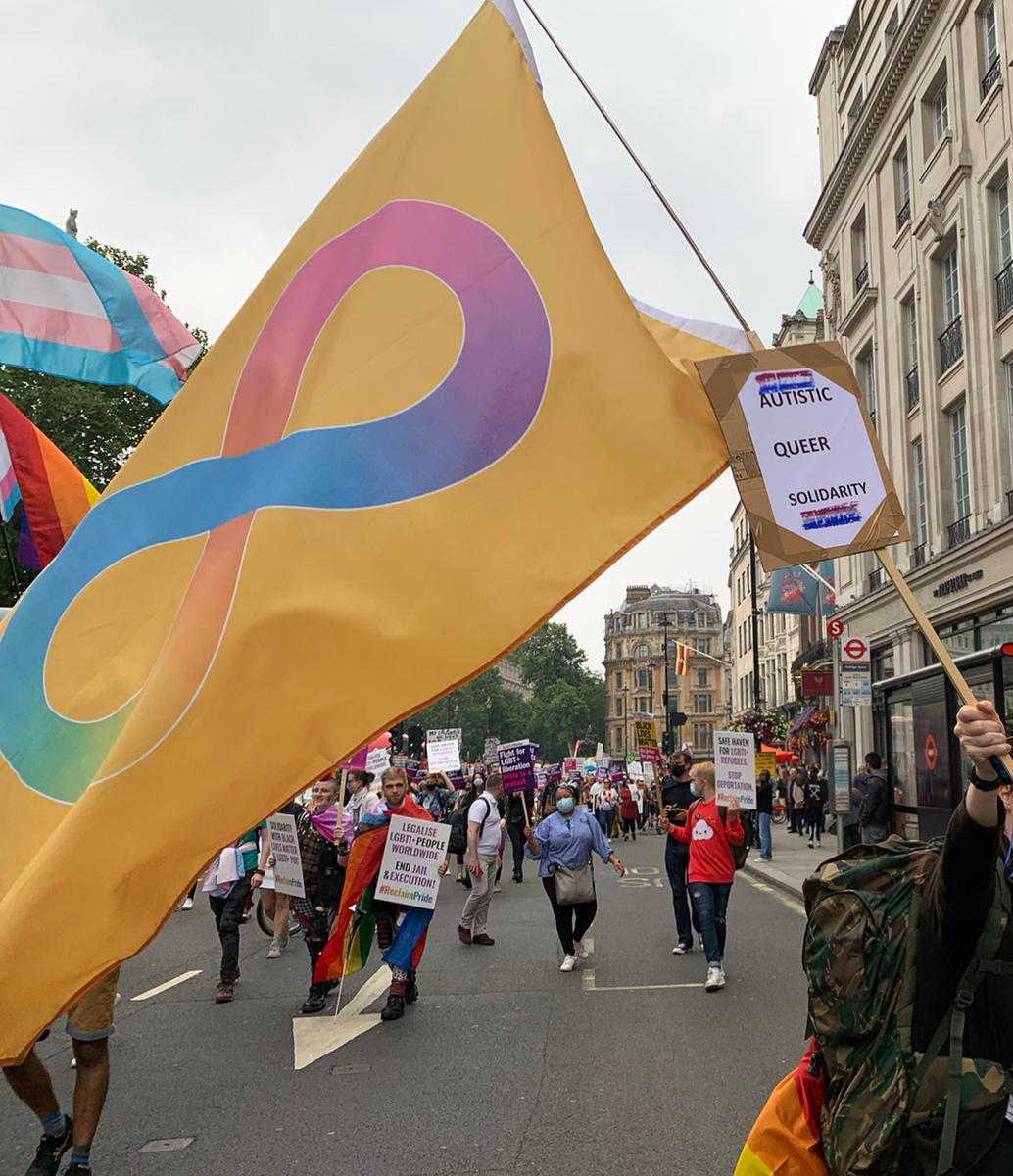
Autistic Pride vlag in juli 2021.

| Jaar |                                                               | Gehost door                             |
| ---- | ------------------------------------------------------------- | --------------------------------------- |
| 2023 | Autistic Pride Londen                                         | Joseph Redford & Autistic Empire        |
| 2023 | Bad Spa Autistic Pride                                        | AutWell                                 |
| 2023 | Pic-Nique des Fiertés Autistes (Parijs)                       | Réseau CLE Autistes                     |
| 2023 | Autistic Pride at Pride (Kingston upon Hull)                  |                                         |
| 2023 | Autistic Pride Day Melbourne                                  | Autistic Pride Day (Australië)          |
| 2022 | Autistic Pride Londen                                         | Joseph Redford & Autistic Empire        |
| 2021 | Autistic Pride Alliantie Online                               | Autistic Pride Alliantie                |
| 2020 | Autistic Pride Online Viering                                 |                                         |
| 2019 | Autistic Pride-picknick in het Londense Charlton House (AIM)  | Autistic Inclusieve Ontmoetingen (AIM)  |
| 2019 | Autistic Pride Eastbourne                                     | Eastbourne Asperger-ondersteuningsgroep |
| 2019 | Vijfde jaarlijkse Autistic Pride-picknick in London Hyde Park | Joseph Redford                          |
| 2019 | Autistic Pride Lezing                                         | Autistic Pride Reading Charity          |
| 2019 | Autistic Pride Brighton                                       | Adrie van der Meer                      |